# Fernando Gorriarán
Fernando Gorriarán Fontes (ur. 27 listopada 1994 w Montevideo) – urugwajski piłkarz występujący na pozycji środkowego lub prawego pomocnika, reprezentant Urugwaju, od 2023 roku zawodnik meksykańskiego Tigres UANL.